# Beverly Johnson
Beverly Ann Johnson (ur. 13 października 1952 w Buffalo) – amerykańska modelka, aktorka telewizyjna i bizneswoman pochodzenia afrykańskiego. W 1971 stała się pierwszą Afroamerykanką, która pojawiła się na okładce ważnego magazynu. Była jedną z najbardziej wpływowych ludzi XX wieku w modzie w 2008.

## Życiorys

### Wczesne lata
Urodziła się i wychowywała w Buffalo w stanie Nowy Jork w rodzinie mieszczańskiej jako pierwsza z dwójki dzieci Glorii Johnson. Jej ojciec był operatorem maszyn, a jej matka była technikem chirurgicznym. W młodości była mistrzynią pływania i dążyła do bycia prawnikiem. Uczęszczała do Bennett High School. Po ukończeniu szkoły średniej w 1969, studiowała prawo karne w Northeastern University w Bostonie.
Johnson nigdy nie myślała o karierze modelki, dopóki jej przyjaciele ze studiów nie zasugerowali, by sprawdziła możliwości pracy w tej branży.

### Kariera
Podczas wakacji w 1971, w wieku 19 lat, Johnson i jej matka odwiedzili Madison Avenue w Nowym Jorku, aby przeprowadzić wywiady w różnych agencjach modelek. Po tym, jak została odrzucona przez wiele prestiżowych agencji, została zatrudniona na miejscu i znalazła się na okładce amerykańskiej edycji magazynu „Glamour”, z którym nawiązała stałą współpracę. Jej początkowy sukces przekonał Johnson, aby opuścił Northeastern, aby skupić się na karierze modelki.
Na przełomie lat 70. i 80. XX wieku pojawiła się aż 7 razy na okładce „Glamour”. Wkrótce zaczęła uczestniczyć w pokazach mody w Nowym Jorku i Seattle.
Jako pierwsza czarnoskóra modelka pojawiła się na okładce amerykańskiej edycji magazynu „Vogue” w sierpniu 1974 oraz francuskiej edycji „Elle” w 1977 roku.
W 1979 nagrała album w stylu funk/soul Don’t Lose The Feeling, który promowały dwa single – tytułowy „Don’t Lose The Feeling” i „Don’t Run for a Cover”.
W ciągu swej kariery brała udział w kampaniach reklamowych takich marek jak: Ann Taylor, Capri cigarettes, Leslie Fay, Valentino, Revlon, Simplicity oraz Versace.
W latach 90. XX wieku wypuściła na rynek produkty do przedłużania włosów pod nazwą Bevery Johnson Wigs, która produkuje peruki i produkty do włosów.
Od 1976 grywa w amerykańskich serialach telewizyjnych i filmach, w tym Ashanti (1979) u boku Petera Ustinova i Michaela Caine’a, Człowiek-meteor (1993) czy Crossroads – Dogonić marzenia (2002) z Britney Spears.

### Życie prywatne
W latach 1971–1974 była żoną Billy’ego Pottera, agenta nieruchomości. Romansowała z piosenkarzem Jackiem Jacksonem (1973-1974), tenisistą Arthurem Ashe’em (od sierpnia 1975 do listopada 1976) i aktorem Dustinem Hoffmanem (1976). 8 maja 1977 poślubiła biznesmena Danny’ego Simmsa, z którym ma córkę Anansę (ur. 27 grudnia 1978). Jednak w 1979 doszło do rozwodu. Od listopada 1986 do 1987 była związana z bokserem Mikiem Tysonem. W latach 1990–1995 była w związku z Chrisem Nothem. Spotykała się także z Chuckiem Norrisem (w styczniu 1992), Robertem Evansem (2002) i czarnoskórym producentem muzycznym Bennym Mediną (w styczniu 2007).
Przyjaźniła się z Janice Dickinson.
Pod koniec 2014 napisała artykuł do „Vanity Fair”, w którym oskarżyła aktora Billa Cosby’ego o narkotyzowanie jej podczas spotkania w jego rezydencji na Manhattanie w latach 80., chociaż incydent nie doprowadził do napaści na tle seksualnym. W filmie dokumentalnym Lincoln Square Productions Bill Cosby: Szokująca historia (Cosby: The Women Speak, 2015) Beverly Johnson ujawniła przed kamerą, że padła ofiarą molestowania seksualnego i oskarżyła o gwałt Billa Cosby’ego. W lipcu 2015 Johnson znalazła się na okładce magazynu „New York Magazine” jako jedna z 35, kobiet, które oskarżają o wykorzystywanie seksualne.